# Mączewo
Mączewo – wieś sołecka w Polsce położona w województwie mazowieckim, w powiecie mławskim, w gminie Strzegowo.
Wieś prywatna Królestwa Kongresowego, położona była w 1827 roku w powiecie mławskim, obwodzie mławskim województwa płockiego. W latach 1975–1998 miejscowość administracyjnie należała do województwa ciechanowskiego.